# Monica Iacob-Ridzi
Monica Maria Iacob-Ridzi (Petroșani, 30 giugno 1977) è una politica rumena, membro del Partito del Popolo. Nel 2004 è stata eletta membro della Camera dei deputati per il distretto di Hunedoara, negli elenchi dell'Alleanza Giustizia e Verità. È la moglie di Tiberiu Iacob-Ridzi, sindaco della municipalità di Petroșani dal 18 marzo 2007, i due hanno un figlio.
Dal 1º gennaio 2007 è membro del Parlamento europeo con il Partito Democratico Liberale. Nelle elezioni europee del 25 novembre 2007 è stata rieletta dallo stesso partito al Parlamento europeo, e alle elezioni legislative del 2008 ha ottenuto un nuovo mandato come deputato al Parlamento rumeno ed è stata nominata ministro della gioventù e dello sport nel Governo Boc I.

## Biografia

### Origini, formazione e attività professionale
Monica Maria Iacob-Ridzi è nata il 30 giugno 1977, nella città di Petroșani (Hunedoara), chiamata alla nascita Ridzi Monica Maria. Proviene da una famiglia ebrea di religione mosaicata. Ha frequentato la Scuola di Informatica di Petrosani (1992-1996), si è laureata con una media di 10,00, e ha ottenuto un certificato di lingua inglese rilasciato dal Ministero della Pubblica Istruzione (1996).
Si è laureata presso la Facoltà di Scienze, specialità Finanza-Banche presso l'Università di Petroșani (2000), con la media di 9.72 - esponendo la tesi "Utilizzo dell'analisi diagnostica durante la stesura del rapporto di valutazione. Studio del caso - Societatea comercială Devamin SA Deva". A partire dal 1999, è studente presso la Facoltà di Giurisprudenza dell'Università "1 Decembrie 1918" di Alba Iulia dove si laurea nel 2003 con un Bachelor, conseguendo una media di 9.58 ed esponendo la tesi: "Difesa e promozione internazionale dei diritti umani".
Ha conseguito il certificato di pedagogia rilasciato dal Ministero della Pubblica Istruzione (1999) e il certificato di ispettore delle risorse umane rilasciato dal Ministero del Lavoro (2002). In seguito, ha conseguito il dottorato di ricerca in Ingegneria presso l'Università di Petrosani, con la tesi: "Valutazione dell'impatto economico dell'attuazione delle norme di legge in materia di salute e sicurezza sul lavoro nella prospettiva dell'Unione europea" (2007).
Ha iniziato a lavorare presso l'SC Euro Riva Serv SRL Petroşani, azienda specializzata nella vendita al dettaglio in negozi non specializzati, con prevalenti vendite di prodotti alimentari, bevande e tabacco, dove ha lavorato come contabile (1995-1997), capo dell'ufficio di contabilità (1997-1999), direttore delle risorse umane, marketing e sviluppo (2000-2004) e successivamente direttore generale (gennaio-dicembre 2004).

### Vita privata
È sposata con l'ingegnere Tiberiu Iacob, che è cattolico. Attraverso il matrimonio, Monica Ridzi e Tiberiu Iacob hanno unito il loro nome di famiglia che è diventato Jacob Ridzi. Insieme, hanno un figlio di nome Carol Andrei, che è stato battezzato il 12 settembre 2010, nella più grande chiesa ortodossa nel centro di Petrosani, anche se sua madre è ebrea e suo padre cattolico.
È anche la fondatrice della ONG "Democracy for Women".

## Carriera politica

### Inizi
Nel 1997 si è unita al Partito Democratico, è stata promossa rapidamente nella struttura organizzativa dell'organizzazione giovanile del PD di Petroșani come Segretario (1998-1999) e Vice presidente locale dell'ufficio permanente (1999-2001), poi nell'organizzazione giovanile del PD di Hunedoara come Vicepresidente (1999-2001) e Presidente dell'Ufficio Permanente del Distretto (2001-2006). In parallelo è stata consulente parlamentare per il lavoro (2000-2004) e assessore distrettuale nel Consiglio distrettuale di Hunedoara (giugno-dicembre 2004).
Ha continuato la sua ascesa politica diventando Vice presidente dell'Ufficio Nazionale Permanente dell'Organizzazione Giovanile del Partito Democratico, del Dipartimento per le relazioni internazionali (2001-2006) e Vice Presidente dell'Ufficio di presidenza del Partito Democratico del distretto di Hunedoara (a partire dal 2005).
Al Convegno Nazionale dell'organizzazione giovanile del PDL il 23 febbraio 2008, è stata scelta all'unanimità dai 774 giovani partecipanti come presidente dell'organizzazione giovanile del Partito Democratico Liberale, essendo l'unico candidato per questa funzione.

### Eurodeputata
Il 1º gennaio 2007 è diventata eurodeputata con l'adesione della Romania all'Unione europea e, come altri membri del Partito Democratico Liberale, ha fatto parte del Partito Popolare Europeo - Democratici Europei.

### Ministro della gioventù e dello sport
Il 22 dicembre 2008, è stata nominata capo del nuovo Ministero della Gioventù e dello Sport, appena rifondato, nel consiglio dei ministri presieduto da Emil Boc. Ha rassegnato le dimissioni il 14 luglio 2009, dopo essere stata indagata da una commissione parlamentare in merito ad una possibile appropriazione indebita di denaro speso dal Ministero che stava organizzando le festività della Giornata della Gioventù.